# 而部
而部（）は、漢字を部首により分類したグループの一つ。
康熙字典214部首では126番目に置かれる（6画の9番目、未集の9番目）。

## 概要
而部には「而」を筆画の一部として持つ漢字を分類している。
単独の「而」字は仮借して語や句、文同士をつないだり、副詞と被修飾語とを結んだりする接続詞に用いられる。また二人称すなわち聞き手のことを指す代名詞としても用いられる。
「而」字は字源としてはヒトの形を象る象形文字である。『説文解字』では頬髭を象る象形文字と説明されているが、これは誤った分析である。

## 部首の通称
- 日本：しこうして、しかして
- 韓国：말이을이（mal ieul i bu、言葉を続ける而部）
- 英米：Radical and

## 部首字
而
- 中古音
  - 広韻 - 如之切、之韻、平声
  - 詩韻 - 支韻、平声
  - 三十六字母 - 日母
- 現代音
  - 普通話 - ピンイン：ér 注音：ㄦˊ ウェード式：erh2
  - 広東語 - Jyutping:ji4 イェール式:yi4
- 日本語 - 音：ジ（漢音）・ニ（呉音） 訓：しこうして・なんじ
- 朝鮮語 - 音：이(i) 訓：말 이을（mal ieul、言葉を続ける）

## 例字
- 而
- 3:耐
- 𦓐・𦓔・𦓙・𦓝・𦓡・𦓢

### 最大画数
𦓣